# Игнатовци (област Велико Търново)
 Тази статия е за селото в област Велико Търново.  За селото в област Габрово вижте Игнатовци (област Габрово).  
Игнатовци е село в Северна България. То се намира в община Елена, област Велико Търново.

## География
Село Игнатовци се намира в планински район.